# Real Illusions: Reflections
Real Illusions: Reflections ist das siebte Studioalbum des US-amerikanischen Rockgitarristen Steve Vai und erschien am 22. Februar 2005 unter dem Label Epic. Real Illusions: Reflections ist der erste Teil der Real Illusions Trilogie, welche auf einem übertriebenen, ratsuchenden Wahnsinnigen beruht, der die Welt aus seiner verzerrten Empfindung betrachtet. Der zweite Teil erschien 2012 unter dem Titel The Story of Light.
Die Live-Version des Songs Lotus Feet während der Aching Hunger Tour 2004 wurde 2006 für den „Grammy“ in der Kategorie Beste Instrumentale Rock Darbietung nominiert. Die Musikwebsite Allmusic bewertete das Album mit 4 von 5 Sternen.
Laut Vai, wurde der Song Freak Show Excess von bulgarischer Hochzeitsmusik inspiriert.

## Titelliste
1. Building the Church (Vai) – 4:58
2. Dying for Your Love (Vai) – 4:50
3. Glorious (Vai) – 4:35
4. K’m-Pee-Du-Wee (Vai) – 4:00
5. Firewall (Vai) – 4:19
6. Freak Show Excess (Vai) – 6:51
7. Lotus Feet [Live] (Vai) – 6:45
8. Yai Yai (Vai) – 2:37
9. Midway Creatures (Vai) – 3:42
10. I’m Your Secrets (Vai) – 4:26
11. Under it All (Vai) – 8:07

## Grammy Awards
| Jahr | Werk              | Kategorie                          | Resultat  |
| ---- | ----------------- | ---------------------------------- | --------- |
| 2006 | Lotus Feet [Live] | Best Rock Instrumental Performance | Nominiert |

## Chartplatzierungen
| ChartsChartplatzierungen       | Höchstplatzierung | Wochen |
| ------------------------------ | ----------------- | ------ |
| Vereinigte Staaten (Billboard) | 147 (1 Wo.)       | 1      |